# Cinq discours de Matthieu
 (avril 2024).
La mise en forme du texte ne suit pas les recommandations de Wikipédia : il faut le « wikifier ».
Les points d'amélioration suivants sont les cas les plus fréquents. Le détail des points à revoir est peut-être précisé sur la page de discussion.
- Les titres sont pré-formatés par le logiciel. Ils ne sont ni en capitales, ni en gras.
- Le texte ne doit pas être écrit en capitales (les noms de famille non plus), ni en gras, ni en italique, ni en « petit »…
- Le gras n'est utilisé que pour surligner le titre de l'article dans l'introduction, une seule fois.
- L'italique est rarement utilisé : mots en langue étrangère, titres d'œuvres, noms de bateaux, etc.
- Les citations ne sont pas en italique mais en corps de texte normal. Elles sont entourées par des guillemets français : « et ».
- Les listes à puces sont à éviter, des paragraphes rédigés étant largement préférés. Les tableaux sont à réserver à la présentation de données structurées (résultats, etc.).
- Les appels de note de bas de page (petits chiffres en exposant, introduits par l'outil «  Source ») sont à placer entre la fin de phrase et le point final[comme ça].
- Les liens internes (vers d'autres articles de Wikipédia) sont à choisir avec parcimonie. Créez des liens vers des articles approfondissant le sujet. Les termes génériques sans rapport avec le sujet sont à éviter, ainsi que les répétitions de liens vers un même terme.
- Les liens externes sont à placer uniquement dans une section « Liens externes », à la fin de l'article. Ces liens sont à choisir avec parcimonie suivant les règles définies. Si un lien sert de source à l'article, son insertion dans le texte est à faire par les notes de bas de page.
- La présentation des références doit suivre les conventions bibliographiques. Il est recommandé d'utiliser les modèles {{Ouvrage}}, {{Chapitre}}, {{Article}}, {{Lien web}} et/ou {{Bibliographie}}. Le mode d'édition visuel peut mettre en forme automatiquement les références.
- Insérer une infobox (cadre d'informations à droite) n'est pas obligatoire pour parachever la mise en page.

Pour une aide détaillée, merci de consulter Aide:Wikification.
Si vous pensez que ces points ont été résolus, vous pouvez retirer ce bandeau et améliorer la mise en forme d'un autre article.

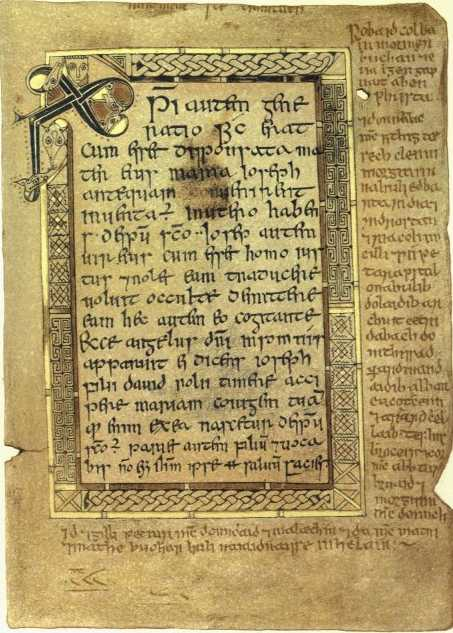
L'Évangile selon Matthieu du Livre de Deer, 10ème siècle

Dans le Christianisme, le terme Cinq Discours de Matthieu fait référence à cinq discours spécifiques de Jésus au sein de l'Évangile selon Matthieu,.
Les cinq discours sont énumérés comme ce qui suit : le Sermon sur la montagne, le Discours Missionnaire, le Discours Parabolique, le Discours sur l'Église, ainsi que le Discours sur la Fin des Temps.
Chaque discours a un parallèle plus court dans l'Évangile selon Marc ou l'Évangile selon Luc.

## Structure
Les intellectuels sont d'accord sur l'existence des cinq discours indépendants, bien que discussions et différences d'opinion existent concernant des détails spécifiques. Il y a des faits de la formule finale "lorsque Jésus avait fini de parler" : 7:28, 11:1, 13:53, 19:1, et 26:1. La plupart des biblistes considèrent que les chapitres 23 à 25 comme étant le dernier discours, mais certains les prennent comme étant simplement 24 et 25.
Commençant avec Benjamin Wisner Bacon au début du 20ème siècle, certains biblistes ont déclaré qu'il y a cinq récits correspondants (plus un prologue et un épilogue) dans Matthieu qui s'accouplent avec les discours, mais d'autres (Jack Dean Kingsbury ou Craig Blomberg) voient trois segments majeurs dans Matthieu dans lequel les 5 discours ont lieu.
Blomberg prouva comment la structure des cinq discours peut avoir l'habitude de raconter la structure de haut niveau de Matthieu avec Marc, Luc et Jean. Dans son plan du chapitre 13 de Matthieu est son centre, comme l'est Marc 8:30 et le début du chapitre 12 de Jean. Il dépare ensuite Luc en trois parties par 9:51 et 18:14.
Chaque discours ont des passages parallèles plus courts dans l'Évangile selon Marc et l'Évangile selon Luc. Le premier discours concerne Luc 6:20-49. Le second discours se rapporte à Marc 6:7-13 ainsi que Luc 9:1-6 et Luc 10:1-12. L'unité correspondante du troisième discours est Marc 4:3-34. Le quatrième discours porte sur Marc 9:35-48 et le dernier discours à Luc 21:5-36 et Marc 13:5-37.
Un nombre de biblistes ont comparé les cinq discours aux cinq livres du Pentateuque, mais la plupart des érudits contemporains rejettent l'idée d'un parallèle intentionnel.

## Les cinq discours

### Le premier discours

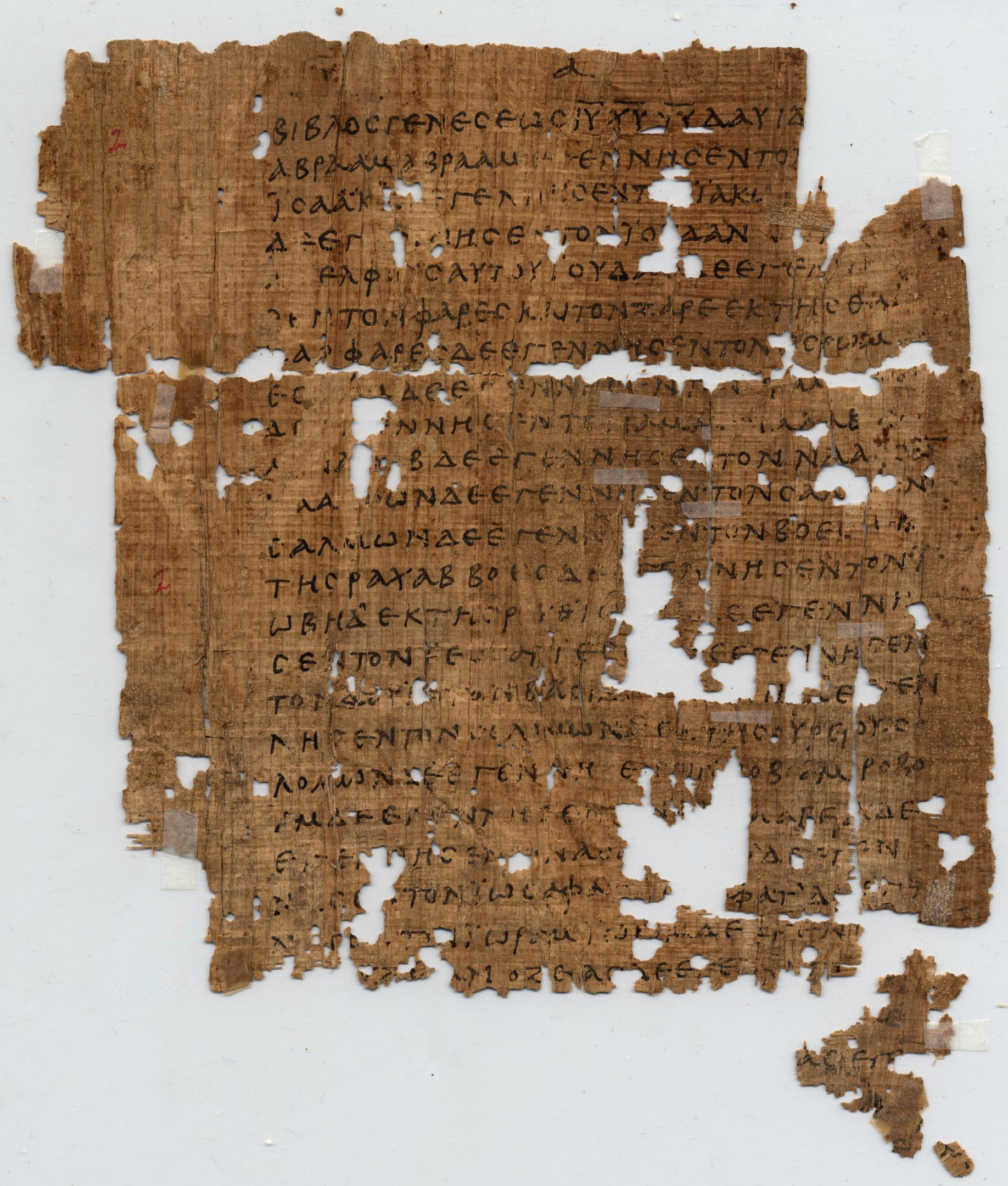
Une page de Matthieu, du Papyrus 1

Le premier discours (Matthieu 5-7) est appelé le Sermon sur la Montagne et est l'un des plus connus et des parties les plus citées dans le Nouveau Testament. Il inclut les Béatitudes, le Notre Père et la Règle d'or. Selon la plupart des croyants en Jésus, le Sermon sur la montagne contient les doctrines centrales de l'apostolat Chrétien. Les Béatitudes sont un élément clé de ce sermon, et sont souvent exprimées comme un ensemble de bénédictions. Jésus présente les Béatitudes comme une liste de celles qu'il considéra "bénies," ou "heureuses," (en raison de son arrivée et leur invitation suivante au sein du "Royaume des Cieux"), comme opposé à la liste de Ben Sira de personnes "bénies" (Ben Sira 25:7-11). Les Béatitudes œuvrent comme une déclaration de bienvenue à ce groupe de personnes, et comme une introduction au sermon,.

### Le second discours
Le second discours dans Matthieu 10 fournit des instructions aux Douze Apôtres et est parfois appelé le Discours Missionnaire ou la Petite Mission contrairement à la Grande Mission. Ce discours est adressé aux douze apôtres qui sont nommés dans Matthieu 10:2-3. Dans le discours Jésus les informe comment voyager de ville en ville, ne pas porter d'affaires et prêcher uniquement aux communautés Israélites. Il leur ordonne d'être prudent face à l'opposition, mais de ne pas avoir crainte puisqu'il leur sera dit ce qu'il devront dire afin de se défendre si besoin : "Ce n’est pas vous qui parlerez, c’est l’Esprit de votre Père qui parlera en vous.", comme aussi déclaré de la même façon en Luc 12:12.

### Le troisième discours
Le troisième discours en Matthieu 13 (versets 1-52) fournit de multiples paraboles concernant le Royaume des Cieux et est souvent appelé le Discours Parabolique. La première partie de ce discours, en Matthieu 13:1-35 se déroule à l'extérieur lorsque Jésus quitte une maison et s'assoie à côté du Lac afin de s'adresser aux disciples ainsi qu'aux multitudes de personnes qui se sont rassemblées pour l'écouter. Cette partie inclut les paraboles du Semeur, du Bon Grain et de l'Ivraie, du grain de sénevé ainsi que celle du levain. Dans la seconde partie Jésus retourne à l'intérieur de la maison et s'adresse aux disciples. Cette partie inclut les paraboles du trésor caché, de la perle et du filet.

### Le quatrième discours
Le quatrième discours en Matthieu 18 est souvent appelé le Discours sur l'Église. Il inclut les paraboles de la Brebis Perdue et de la Dette qui font également référence au Royaume des Cieux. Le thème principal du discours est l'anticipation d'une future communauté de disciples, et le rôle de ses apôtres en la dirigeant,.S'adressant à ses apôtres en 18:18, Jésus déclare : "Amen, je vous le dis : tout ce que vous aurez lié sur la terre sera lié dans le ciel, et tout ce que vous aurez délié sur la terre sera délié dans le ciel.". Cette puissance est premièrement donnée à Pierre dans le chapitre 16 après Pierre professe que Jésus est le "fils du Dieu vivant". En plus des puissances de lier et perdre, Pierre donna les clés au royaume des cieux, et est parfois considéré la "pierre" sur laquelle le Christ bâtit son Église. Le discours souligne l'importance de l'humilité et de l'abnégation comme les grandes vertus au sein de la communauté anticipée. Il enseigne que dans le Royaume de Dieu, c'est l'humilité qui compte, non l'importance sociale ni l'influence,.

### Le cinquième discours
Bien que les évaluations de sa portée varient, le discours final peut être considéré comme incluant Matthieu 23, 24, et 25. Jason Hood expose les grandes lignes de la discussion académique concernant l'étendue du dernier discours.
Matthieu 24 est généralement appelé le Discours sur le mont des Oliviers, puisqu'il a été délivré sur le Mont des Oliviers ; il fait également référence au Discours sur la Fin des Temps. Le discours correspond à Marc 13 et Luc 21 et est porte surtout sur le jugement est la conduite attendue des disciples de Jésus, et le besoin de prudence par les disciples en vue du jugement dernier. Le discours est soufflé par une question que les disciples posent concernant la "fin de l'âge" (fin des temps ou fin de ce monde et début du monde à venir), et reçoit la plus longue réponse fournit par Jésus dans le Nouveau Testament. Le discours est généralement perçu comme faisant référence à la fois à la destruction du Temple de Jérusalem à venir, ainsi que la Fin des Temps et la Seconde Venue du Christ, mais de nombreuses opinions académiques à propos du chevauchement de ces deux problèmes, et exactement quels versets réfèrent à quel événement demeurent divisées et complexes,.

## Voir également
- Discours d'adieu
- Jésus dans le Christianisme
- Vie de Jésus dans le Nouveau Testament
- Paraboles de Jésus